# Antenal
Antenal is een plaats in de gemeente Novigrad in de Kroatische provincie Istrië. De plaats telt 153 inwoners (2001).